# Wyatt Knight
Pour les articles homonymes, voir Wyatt et Knight.
Wyatt Knight est un acteur, réalisateur, scénariste et monteur américain né le 20 janvier 1955. Il a été retrouvé sans vie le 25 octobre 2011 dans sa propriété à Hawaï. Il est célèbre grâce à Porky's.

## Filmographie

### comme acteur
- 1979 : Mort au combat (Friendly Fire) (TV)
- 1981 : Rivals : Car Clubber 2
- 1982 : Porky's : Tommy
- 1983 : Porky's II: The Next Day : Tommy
- 1985 : Porky's Contre-Attaque (Porky's Revenge) : Tommy Turner
- 1988 : Au nom de la foi (Promised a Miracle) (TV) : Brother Walker
- 1989 : Vivre sans elle (Those She Left Behind) (TV) : Mr. Kroyer
- 1990 : Family of Spies (TV) : Examiner #1
- 1993 : The American Clock (TV) : Clayton
- 1999 : P'tits génies (Baby Geniuses) : Technician #1
- 2002 : Stages : Brad
- 2003 : Maniac Magee (en) (TV) : Mr. Magee
- 2005 : Rave On : Raymie

### comme réalisateur
- 2002 : Stages

### comme scénariste
- 2002 : Stages

### comme monteur
- 2002 : Stages